# Cai Jiani
Cai Jiani (chinesisch 蔡佳妮, * 1982) ist eine chinesische Badmintonspielerin. 

## Karriere
Cai Jiani gewann 2006 die Internationalen Meisterschaften von Italien im Damendoppel mit Yu Qi. 2007 war sie ebenfalls im Doppel, diesmal jedoch mit Guo Xin an ihrer Seite, bei den Swedish International Stockholm und den Croatian International erfolgreich. Im Mixed siegte sie im gleichen Jahr mit Zhang Yi bei den Hungarian International. Beide gewannen in der folgenden Saison auch die Portugal International und die Estonian International. Bei letztgenannten Turnieren war sie auch im Damendoppel erfolgreich.

## Sportliche Erfolge
| Saison | Veranstaltung                   | Disziplin   | Platz | Name                 |
| ------ | ------------------------------- | ----------- | ----- | -------------------- |
| 2006   | Italian International           | Damendoppel | 1     | Cai Jiani / Yu Qi    |
| 2007   | Swedish International Stockholm | Damendoppel | 1     | Guo Xin / Cai Jiani  |
| 2007   | Croatian International          | Damendoppel | 1     | Guo Xin / Cai Jiani  |
| 2007   | Hungarian International         | Mixed       | 1     | Zhang Yi / Cai Jiani |
| 2008   | Swedish International Stockholm | Damendoppel | 1     | Cai Jiani / Yu Qi    |
| 2008   | Austrian International          | Mixed       | 1     | Zhang Yi / Cai Jiani |
| 2008   | Austrian International          | Damendoppel | 1     | Cai Jiani / Yu Qi    |
| 2008   | Portugal International          | Damendoppel | 1     | Zhang Xi / Cai Jiani |
| 2008   | Portugal International          | Mixed       | 1     | Zhang Yi / Cai Jiani |
| 2009   | Estonian International          | Damendoppel | 1     | Bo Rong / Cai Jiani  |
| 2009   | Estonian International          | Mixed       | 1     | Zhang Yi / Cai Jiani |